# Orthopneumovirus
Othopneumovirus è un genere di virus a singolo filamento negativo di RNA, appartenente all'ordine Mononegavirales, famiglia Pneumoviridae. La specie tipo è il virus respiratorio sinciziale umano, importante agente eziologico della bronchiolite e della polmonite infantili.

## Tassonomia
Appartengono al  genere Orthopneumovirus le seguenti specie:
- Bovine respiratory syncytial virus (bRSV, virus respiratorio sinciziale bovino)[1];
- Caprine respiratory syncytial virus (Virus respiratorio sinciziale caprino)[2];
- Human respiratory syncytial virus (hRSV, virus respiratorio sinciziale umano)[3];
- Ovine respiratory syncytial virus (Virus respiratorio sinciziale ovino)[4];
- Pneumonia virus of mice (PVM, virus della polmonite del topo)[5].

## Morfologia
I membri del genere Orthopneumovirus sono virus ad RNA a singolo filamento di 15 000 coppie di basi avvolti da una membrana lipoproteica. Il nucleocapside, a simmetria elicoidale, ha uno spessore di circa 13-14 nm. Nonostante il pleiomorfismo, i virioni hanno forma sferica, diametro di 150-200 nm). Le particelle virali sono avvolte da un rivestimento lipidico derivato dalla membrana cellulare della cellula ospite, in cui sono inserite le glicoproteine virali F (di fusione), G (di adsorbimento) ed SH (small hydrophobic), mentre le proteine F e G interagiscono con lo strato di proteine della matrice virale sulla superficie interna della membrana virale.
L'ordine dei geni negli Orthopneumovirus, caratterizzato dalla presenza delle proteine strutturali NS1 ed NS2, è il seguente: 3'-NS1-NS2-N-P-M-SH-G-F-M2-L-5'